# Карельська береза

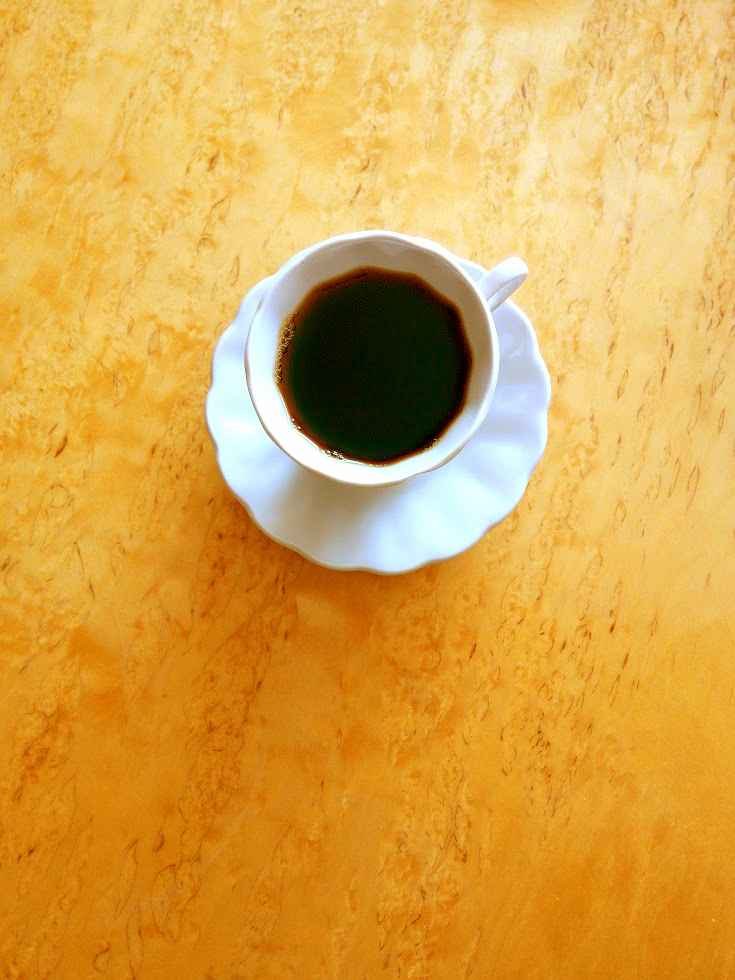
Чашка кави на столі з карельської берези

Карельська береза, Кучерява береза (Betula pendula var. Carelica) — підвид виду береза повислої (також відома як срібна береза, береза європейська або біла східноазійська) з генетичним дефектом, який спричиняє скручування деревини завитками. Річні кільця орієнтовані неправильно, що надає деревині рисунок, схожий на вогонь, кучері чи мармур. Підвид походить з Карелії у Фінляндії та Росії. Кучерявість передається до 70 % усіх дерев наступного покоління. Лише з 5 % висіяного насіння виростає береза карельська, з решти — звичайна береза. Карельська береза росте повільніше від звичайної і свої характерні ознаки може виявити не відразу, а через десятки років.

## Деревина
Річні кільця хвилеподібні і неправильні, з коричневими кучеряво-зернистими клітинами деревної тканини часто видно V-подібного малюнку в поперечному перерізі. Якщо цей малюнок триває рівномірно по всій поверхні, в результаті виходить зоряний візерунок (він же кучеряво-зернистий цвіт). Поздовжній розріз стебла демонструє лінзоподібні продовгуваті візерунки, схожі на вогонь. Деревина кучерявої берези щільна й дуже важка, свіжозрубана вона може мати до 930 кг/м³, а при вологості 12 % приблизно 700—730 кг/м³. Кучерява береза може мати характерні форми листя, але їх не можна використовувати як певні ідентифікатори. Нерегулярне утворення бруньок, пов'язане з кучеряво-зернистістю, призводить до рясного розгалуження кучерявих берез.
Кучеряве березове дерево використовується для меблів, ручок для ножів, а також для дерев'яних чаш і різьблених ручок для письма.
У міжнародній торгівлі її виміряють не кубометрами, як зазвичай, а кілограмами. Ціна деревини індивідуальна, оскільки текстура та малюнок кожного дерева унікальні й визначають її вартість.

## Поширення
Кучерява береза зустрічається в природі лише в Європі і лише на невеликих ділянках. У південній частині Фінляндії до широти Ювяскюля, і особливо на колишніх місцях подсічно-вогневого землеробства. Також зустрічається в частинах півдня Швеції та в південно-східних частинах Норвегії. Карельську березу можна знайти в Росії (Карелія, Іжорія та деякі інші західні райони), в країнах Балтії та Білорусі. У Центральній Європі також є розкидані насадження берез.
В Українківському лісництві Малинського держлісгоспу в 60 роках ХХ століття під керівництвом науковця Петра Литвака, який досліджував вирощування цього різновиду в умовах Українського Полісся, засадили ділянку з близько 30 представників берези карельської.

## Цікаві факти
З карельської берези вироблене яйце Фаберже Березове.

## Галерея

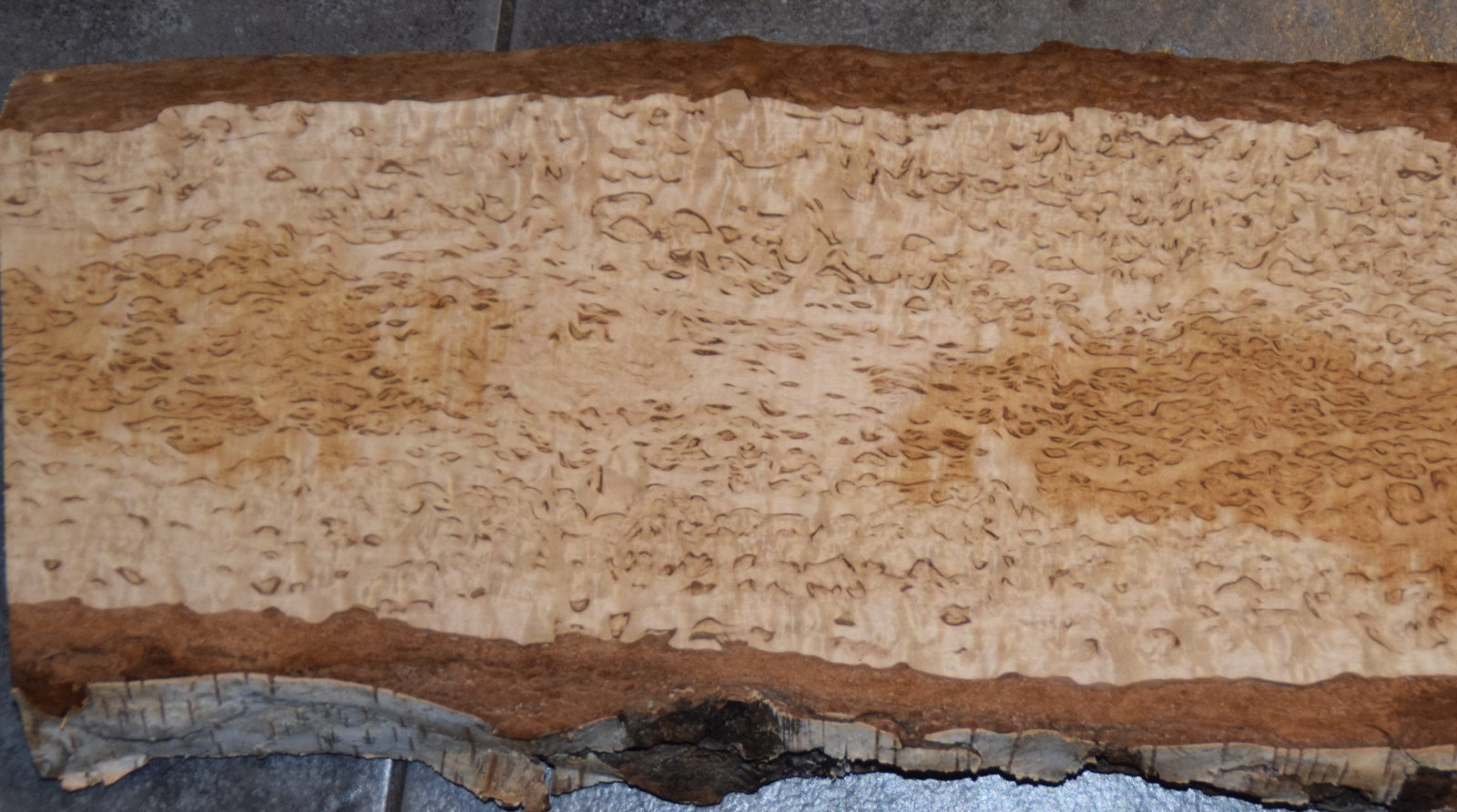
Кучерявий рисунок карельської берези
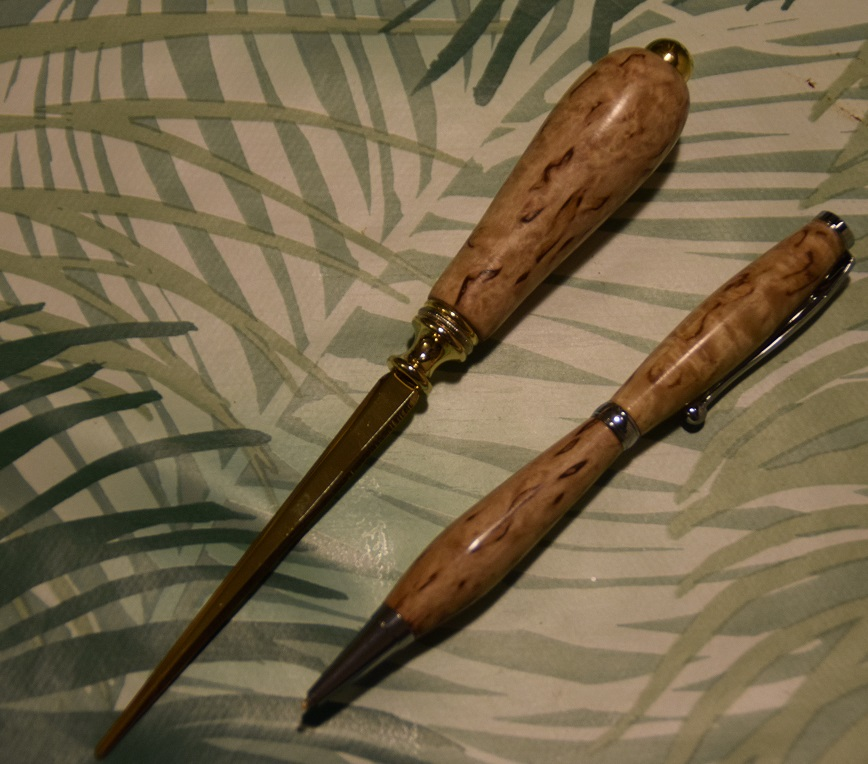
Ручка і відкривачка для листів
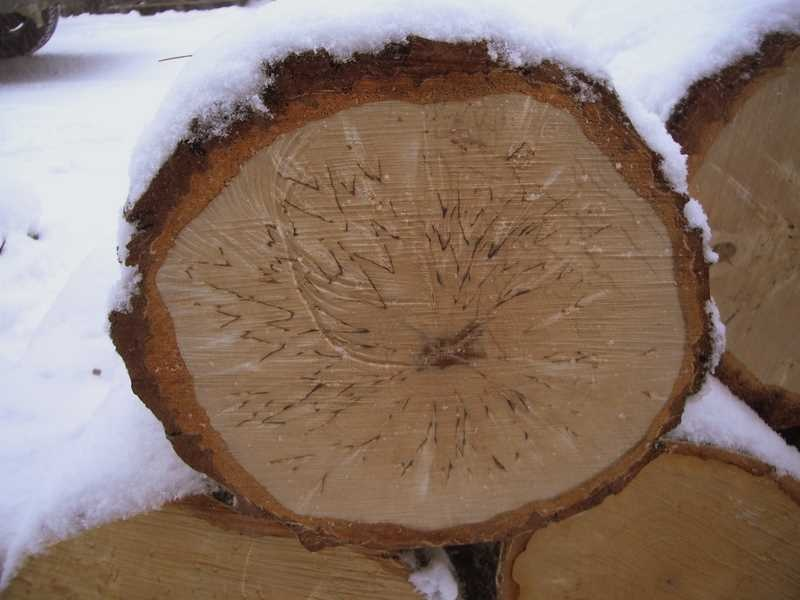
V-подібний візерунок у поперечному розрізі
Березове (яйце Фаберже)